# Xysticus luctans
Xysticus luctans är en spindelart som först beskrevs av Carl Ludwig Koch 1845.  Xysticus luctans ingår i släktet Xysticus och familjen krabbspindlar. Inga underarter finns listade i Catalogue of Life.